# 罗桥街道
罗桥街道，是中华人民共和国江西省上饶市广信区下辖的一个乡镇级行政单位。

## 行政区划
罗桥街道下辖以下地区：
罗桥社区、下山社区、畈头社区、文家社区、樟村和横山村。